# Wehrmachtbericht

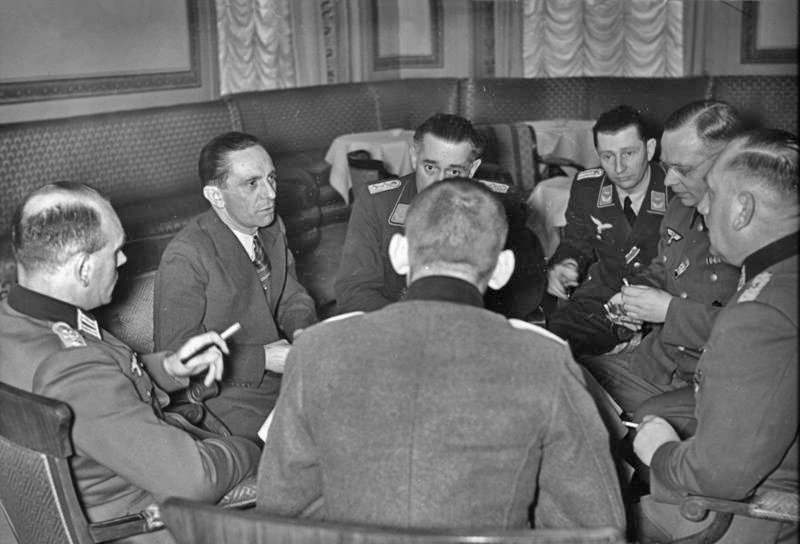
Joseph Goebbels en conversation avec des officiers de la propagande nazie, 1941.

Le Wehrmachtbericht (Bulletin des Forces armées en allemand) était un bulletin d'information quotidien radiophonique édité par l'Oberkommando der Wehrmacht pendant la Seconde Guerre mondiale et l'un des vecteurs de propagande nazie les mieux connus.
Il décrivait notamment la situation militaire sur les différents fronts et était diffusé à la radio. Le premier fut rédigé le 1er septembre 1939 et le dernier date du 9 mai 1945. Chaque bulletin était précédé d'un indicatif : la fanfare finale du poème symphonique Les Préludes, op. S97, de Franz Liszt.